# Turner Entertainment
Turner Entertainment, Co. — підрозділ Turner Broadcasting System. Належить TimeWarner.

## Дані
Заснована в 1986 р. як підрозділ Turner Broadcasting System.
Компанію заснував Тед Тернер.
Входить до складу холдингу TimeWarner.